# 添喜大廈

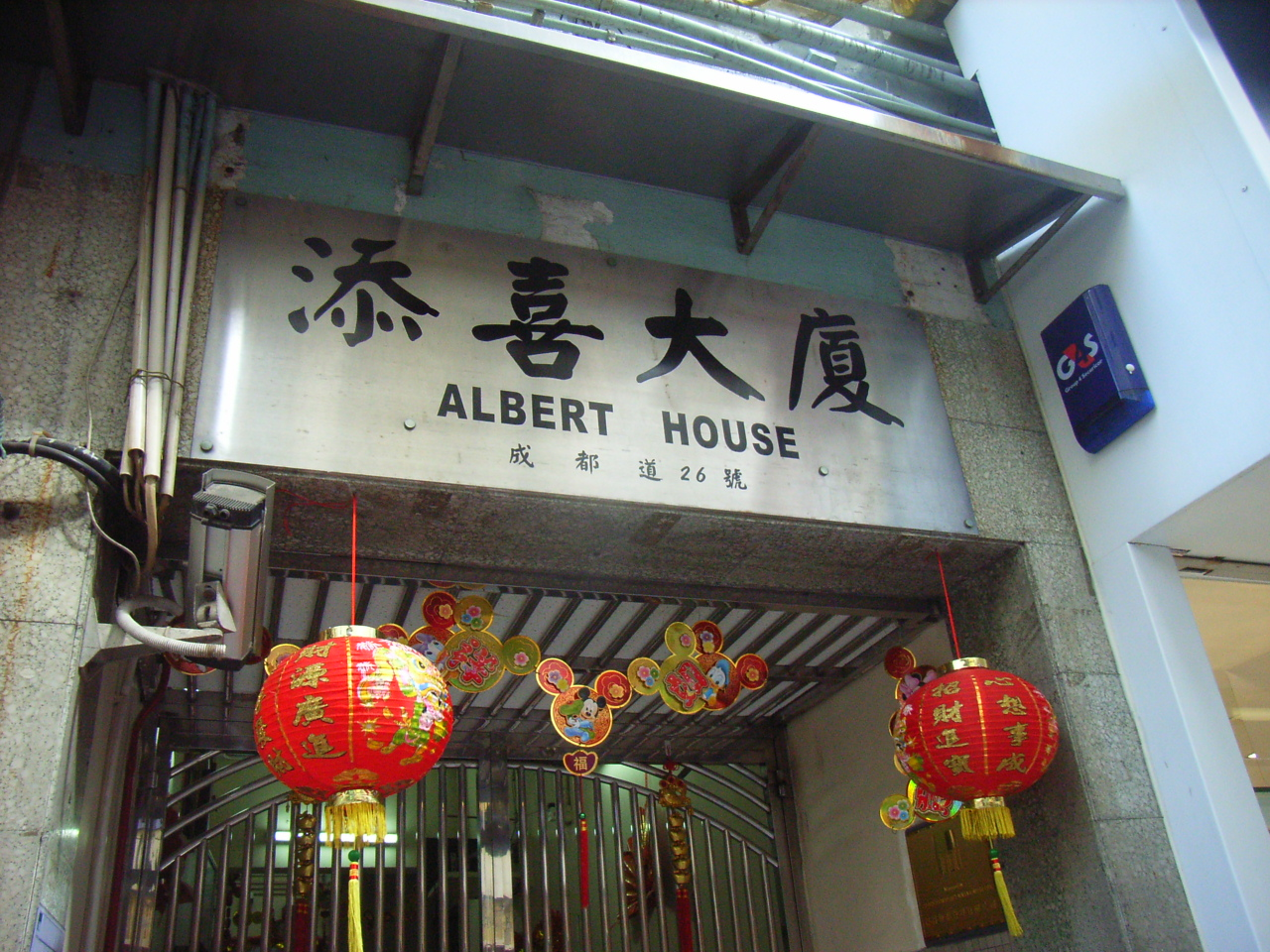
添喜大廈

添喜大廈（英文：Albert House，又名添喜樓）是香港一座單幢式私人住宅建築物，發展商為協成行，位於香港島南區香港仔成都道20至28號（即香港仔中心以東，利港中心以南）。大廈為一梯四伙設計，共23層，提供92個住宅單位，於1973年建成入伙。

## 塌篷慘劇及逃避責任案
1994年8月1日，添喜大廈基座的一家港式酒樓「新好酒樓」曾經發生塌篷慘劇，導致1死13傷。事後，肇事單位業主、大廈業主立案法團、物業管理公司、新好酒樓及簷篷承建商等6個涉案團體，合共須承擔賠償3,300萬港元。事件後來引起不少新聞媒體的報導，亦令社會關注到舊式物業的維修保養以及責任問題。 

## 大鴻輝（香港仔）中心

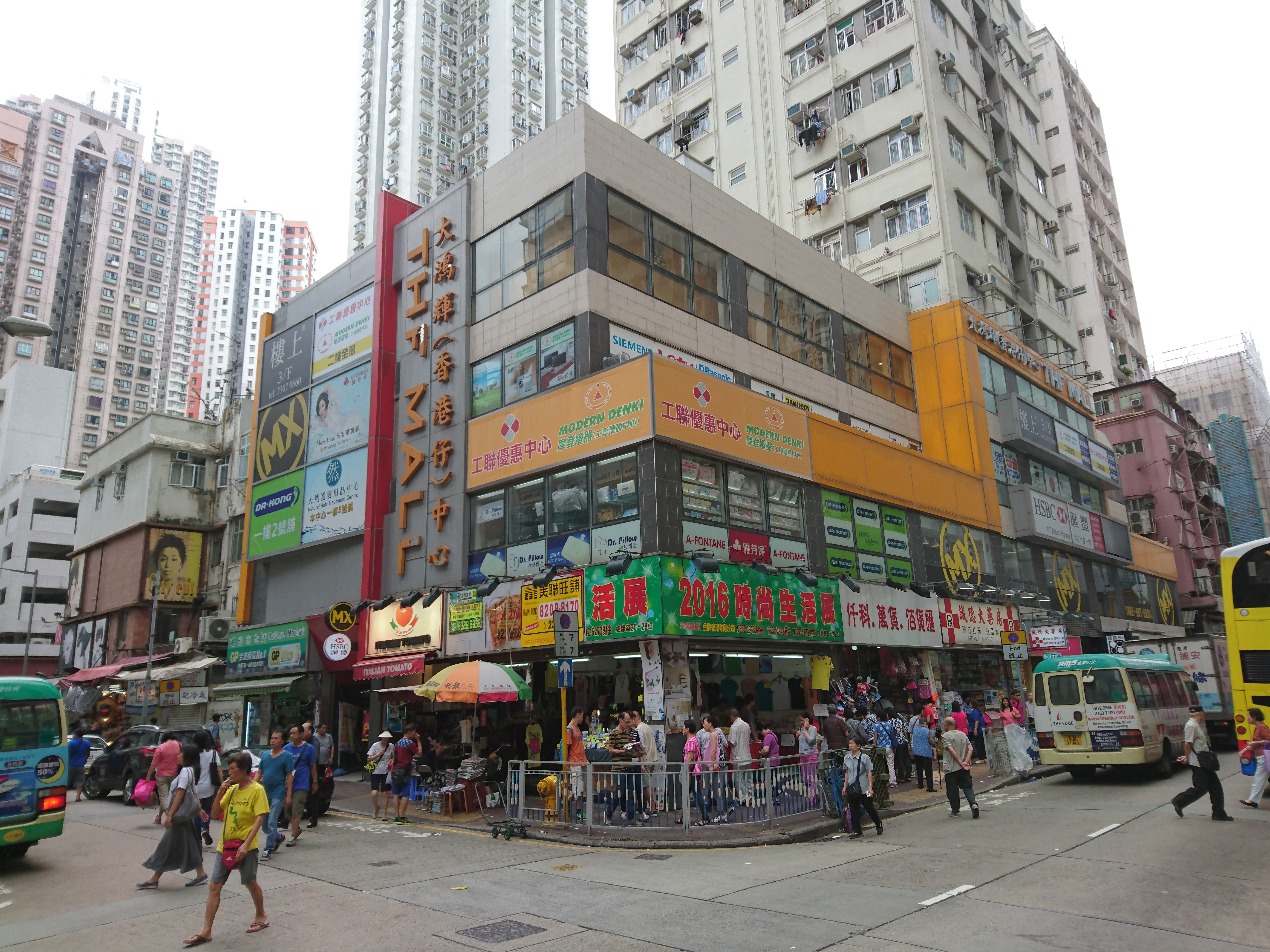
新好酒樓原址現為大鴻輝集團之主題商場

大鴻輝（香港仔）中心於2010年2月落成，屬於大型主題商場，商場內的商戶有：
- 和記冷氣行
- 維特健靈
- 清晰視力眼鏡店
- 日日淘特賣場
- 天然護髮用品中心
- 雅芳婷
- 海馬牌
- 工聯優惠中心
- 24/7 fitness 健身中心（24 Hours）

- 維特健靈擴充地下隔離位置

## 添喜大廈

### 現有商戶
- 魚尚
- 7-Eleven
- 誠德藥房
- 肥仔記麵家
- 優品360
- 三好牛雜

### 已結業商戶
- 新好酒樓（大鴻輝中心）
- 專業旅運（大鴻輝中心）
- GP uitra電池（大鴻輝中心）
- Meatmania MAMA（大鴻輝中心）
- 樓上（大鴻輝中心）
- DSC 德爾斯（大鴻輝中心）
- Italian Tomato（大鴻輝中心）
- Happy Lemon（大鴻輝中心）
- 報紙檔（大鴻輝中心）
- Share tea歇腳享（添喜大廈）
- 爭鮮外帶壽司（添喜大廈）
- 點秋香（添喜大廈）
- 有間包點兩餸飯（添喜大廈）
- 津津麵飽西餅（添喜大廈）
- 凱施餅店（添喜大廈）

## 公共交通
港鐵
- █  南港島綫 (西段)：香港仔站（預計於2027年動工）

## 外部連結
- 香港仔添喜大廈地圖 （页面存档备份，存于）